# Jewgeni Anikin
Jewgeni Anikin (russisch Евгений Аникин, engl. Transkription Yevgeniy Anikin; * 13. März 1958; † 20. März 2023) war ein usbekischer Dreispringer, der für die Sowjetunion startete.
Bei den Olympischen Spielen 1980 in Moskau wurde er Neunter mit 16,12 m.

## Persönliche Bestleistungen
- Weitsprung: 8,00 m, 24. Juli 1981, Bukarest
- Dreisprung: 17,22 m, 26. April 1986, Sotschi